# Stéphane Ortelli
Stéphane Ortelli, född 30 mars 1970 i Hyères i Frankrike, är en monegaskisk racerförare.

## Racingkarriär
Ortelli vann FIA GT 2002 och 2003. Han körde i WTCC 2005 för ett franskt privatstall som tävlade med bilar från Seat.
Han tävlade i Le Mans Series 2008 och kraschade då våldsamt på Monzabanan, men han klarade sig utan allvarliga skador. Han missade dock Le Mans 24-timmars senare samma år.
Han blev mästare i Blancpain Endurance Series 2012 i Audi Team WRT tillsammans med Christopher Mies och Christopher Haase.